# Heinrich Moritz Willkomm
Pour les articles homonymes, voir Moritz.
Heinrich Moritz Willkomm est un botaniste saxon, né le 29 juin 1821 à Mittelherwigsdorf et mort le 26 août 1895 à château de Wartenberg (de), en royaume de Bohême.

## Biographie
Heinrich Moritz Willkomm obtient un doctorat en philosophie. Il est professeur extraordinaire de botanique de 1855 à 1867. Puis professeur d’histoire naturelle à l’Académie d’agriculture et de sylviculture de Tharand, puis professeur ordinaire de botanique en 1868 à l’université de Dorpat (aujourd’hui Tartu), puis à partir de 1874 à celle de Prague.